# Palatul Zwinger din Dresda

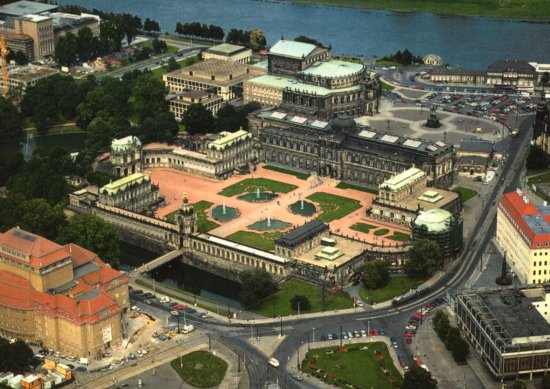
Palatul Zwinger din Dresda

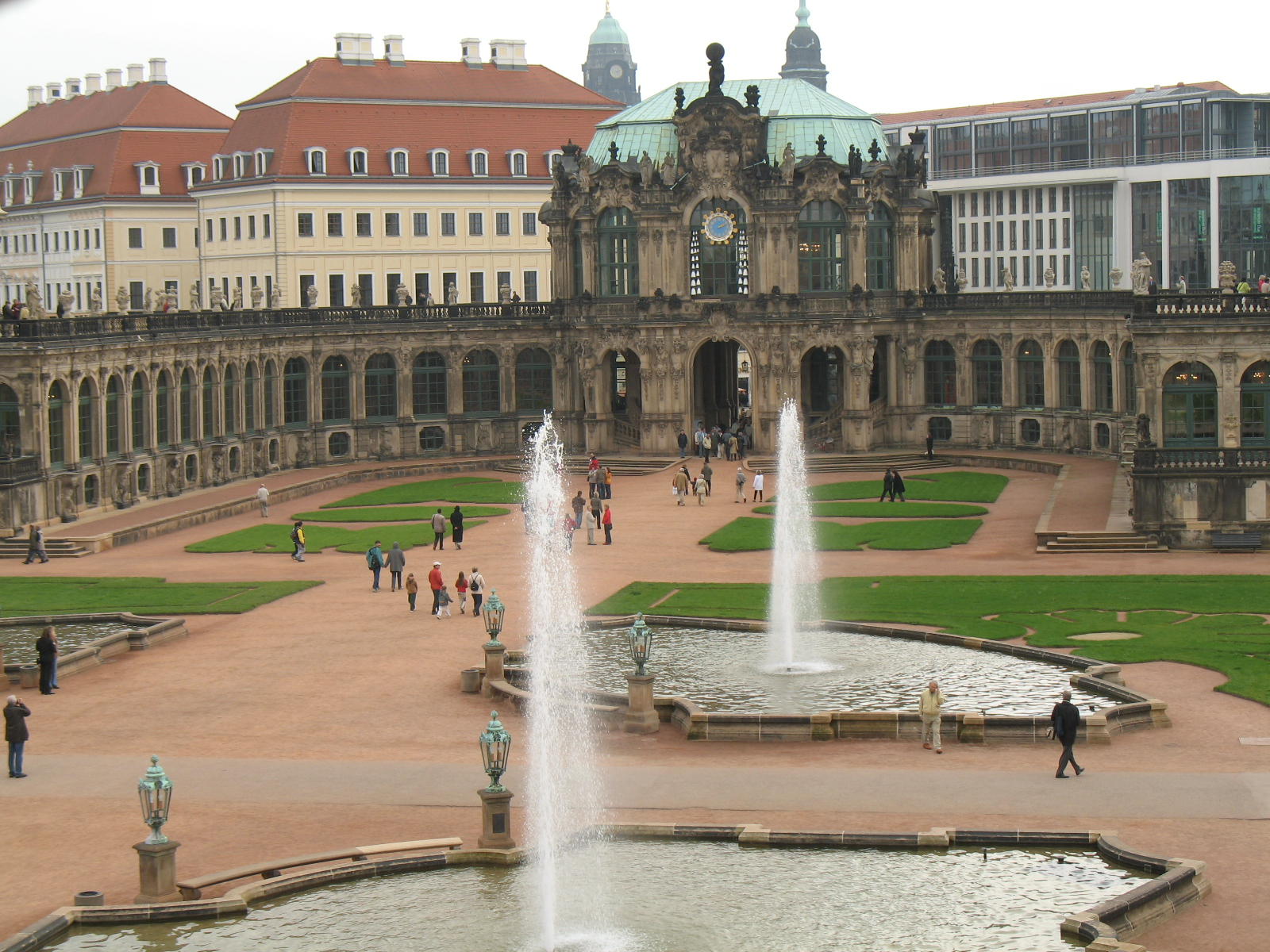

Palatul Zwinger din Dresda este o construcție în stil baroc din Dresda, Germania. Palatul, care are o colecție prețioasă de obiecte de artă, este amplasat între „Opera de stat Dresda” (Semperoper) și „Piața Poștei” în apropiere fiind teatrul „Staatsschauspiel Dresden”, „Palatul Taschenberg” și „Piața Teatrului”.
Denumirea de Zwinger (țarc) au dat-o locuitorii orașului, o denumire ironică la adresa spațiului redus și a zidurilor care înconjurau palatul.

## Istoric
Construcția în stil baroc a fost realizată în anul 1709. Inițial, fusese o clădire din lemn, îngrădită, care servea pentru turnire, întreceri ale cavalerilor la mânuirea armelor, un amfiteatru și alte distracții pentru curtea regală saxonă. Denumirea de Zwinger rezultă din înghesuiala cauzată de locul strâmt datorat zidurilor de fortificație exterioare și interioare.
Între anii 1710 și 1719 regele August cel Tare dispune ca constructorul șef al regatului, Matthäus Daniel Pöppelmann, să clădească palatul din piatră (gresie) în forma lui actuală. Pavilonul și galeriile serveau pe atunci ca „Orangerie” (grădină de citrice). Palatul va fi împodobit cu sculpturile lui Balthasar Permoser.

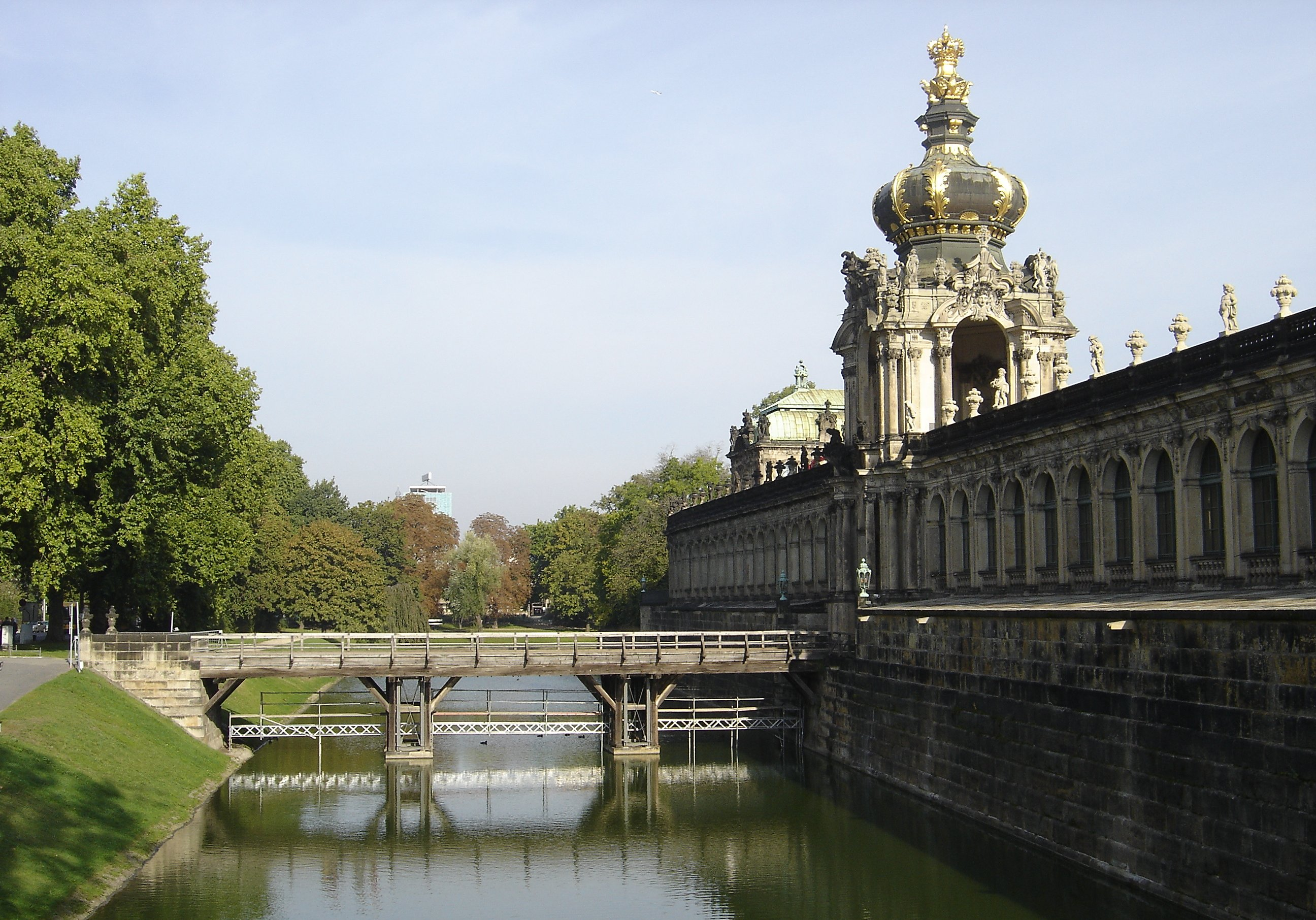
Kronentor (Poarta coroanei)

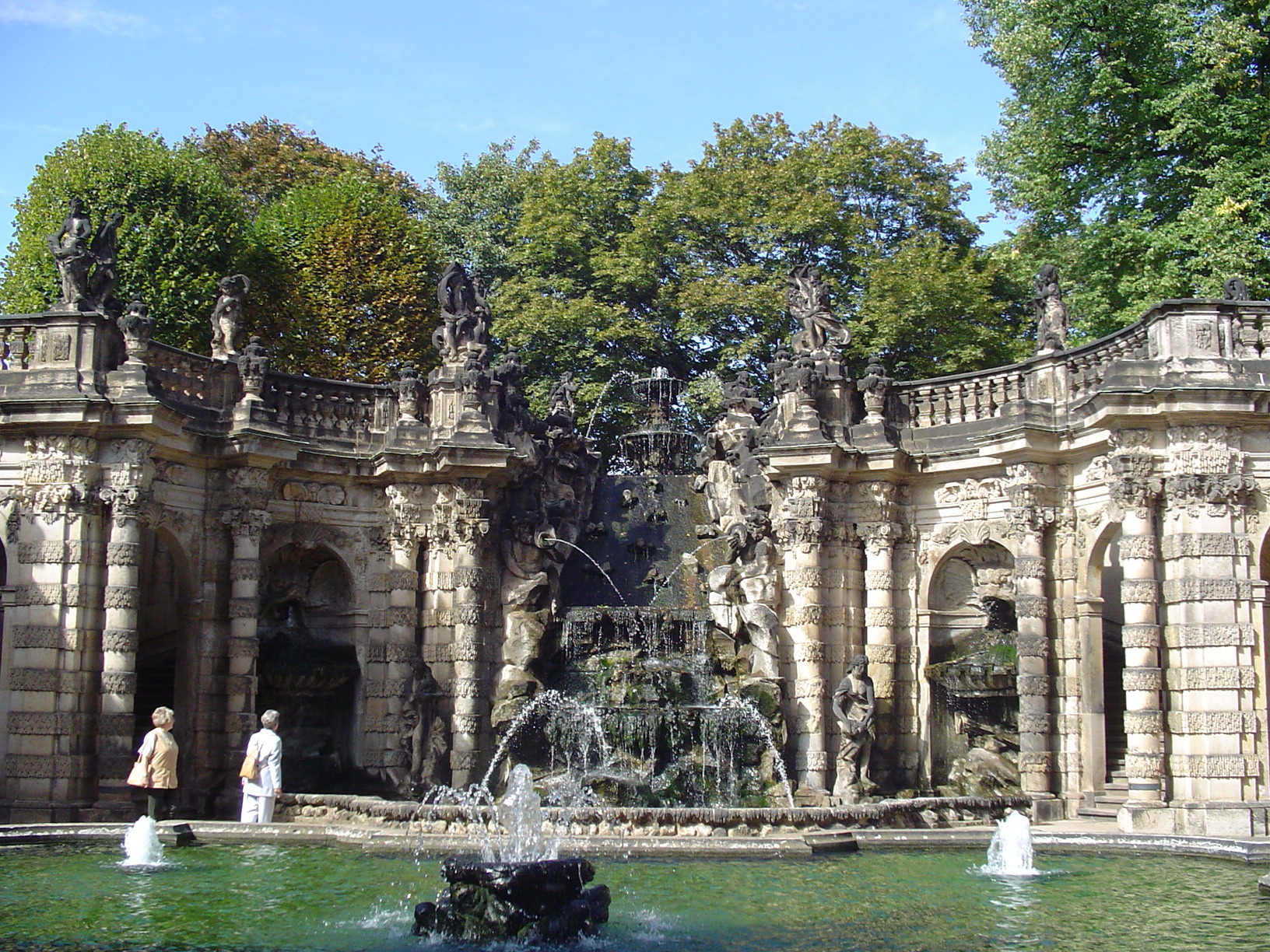
Fântâna de la baia nimfelor

Între anii 1847-1854 a fost dechisă pe partea Elbei galeria de picturi realizată de arhitectul Gottfried Semper.
Palatul suferă distrugeri mari în timpul bombardamentelor din 13 februarie 1945 de la sfârșitul celui de al Doilea Război Mondial. Astfel este distrus complet Wallpavillon, Kronentor, Bogengalerien și Glockenspielpavillon. La Galeria de picturi este distrusă partea de nord, Fântâna nimfelor situată în sud este mai puțin afectată. O placă din palat care avea inscripția, scrisă de un soldat sovietic, „Clădirea golită, nu s-au găsit mine!” devine foarte  cunoscută în Dresda.
Prin efortul locuitorilor orașului, a început între anii 1945-1946, sub conducerea arhitectului Hubert Georg Ermisch, reclădirea palatului.
Anul 2002 a fost anul celor mai mari inundații din ultimele câteva secole, cotele  fluviului Elba atingând 9,40 metri, dar prin intervenția pompierilor, civililor și a unor subunități ale armatei s-a reușit limitarea pagubelor. Dintr-o greșeală de calcul depozitarea picturilor s-a făcut într-o pivniță care a fost apoi inundată. Ceea ce a dus la deteriorarea picturilor.
In afară de pictura „Blick auf Sophienkirche” (Vedere a Bisericii Sofia), Dresda oferă vizitatorului Palatul Zwinger într-o stare ca înainte de ultimul război mondial.